# Ференц Беркеш
Ференц Беркеш (на унгарски: Berkes Ferenc) е унгарски шахматист, международен гросмайстор.

## Шахматна кариера
През 2002 г. Беркеш спечелва световното първенство за момчета до 18 години.
През 2004 г. и 2007 г. спечелва първенството на Унгария.
През 2004 г. завършва на второ място на турнира „Мемориал Дьорд Маркс“ с резултат 6,5 точки от 10 възможни, на точка зад победителя Виктор Корчной.
През 2005 г. завършва на второ място на световното първенство за юноши до 20 години в Истанбул.
През 2009 г. пропуска възможността да спечели за трети път първенството на Унгария. След последния кръг има еднакъв резултат със Золтан Алмаши – 6 точки от 9 възможни, но последният е обявен за краен победител заради по-добри допълнителни показатели.